# Eugamandus jamaicensis
Eugamandus jamaicensis är en skalbaggsart som beskrevs av Francesco Vitali 2003. Eugamandus jamaicensis ingår i släktet Eugamandus och familjen långhorningar. Inga underarter finns listade i Catalogue of Life.